# Noga Levy
Noga Levy (hebreiska: נוגה לוי), född 21 augusti 2009, är en israelisk konstsimmare.

## Karriär
Vid konstsim-EM 2025 i Funchal var Levy en del av Israels lag som tog brons i det fria lagprogrammet.